# Maesa banksiana
Maesa banksiana är en viveväxtart som beskrevs av André Guillaumin. Maesa banksiana ingår i släktet Maesa och familjen viveväxter. Inga underarter finns listade i Catalogue of Life.